# Журавлёвка (Тюкалинский район)
Журавлёвка — посёлок в Тюкалинском районе Омской области. Входит в состав Коршуновского сельского поселения.

## История
В 1964 году указом Президиума Верховного Совета РСФСР посёлку фермы № 2 Меркутлинского совхоза присвоено наименование Журавлёвка. Действовала ферма Меркутлинского совхоза.

## Население
| 2010 |
| ---- |
| 67   |

## Улицы
В селе имеются две улицы: Зелёная и Центральная.

## Транспорт
Через посёлок проходит региональная автотрасса 52К-23.